# منتخب أذربيجان لكرة اليد للسيدات
منتخب أذربيجان لكرة اليد للسيدات هو ممثل أذربيجان الرسمي في المنافسات الدولية في كرة اليد للسيدات.